# Хорхе Тадео Лосано
Хорхе Тадео Лосано, віконт Пастрана (ісп. Jorge Tadeo Lozano; 30 січня 1771 — 6 липня 1816) — колумбійський науковець, журналіст і політик. Перший президент новоствореної Вільної Держави Кундінамарка.

## Біографія
Народився 1771 року в Санта-Фе-де-Боготі. Вивчав літературу, філософію й медицину. 1791 року вирушив до Мадрида, де в 1792—1793 роках вивчав хімію та математику в Королівській хімічній лабораторії Мадридського двору. Згодом він вступив на військову службу та дослужився до звання капітана. 1797 року повернувся до Нової Гранади.
1799 року Хорхе Тадео Лосано впродовж деякого часу обіймав посаду мера Боготи. 1801 року заснував тижневик «Correo curioso, erudito, económico y mercantil de la ciudad de Santafé de Bogotá», що виходив від лютого до грудня, який пропагував ідеї автономії Нової Гранади. 1806 року брав участь у ботанічній експедиції, 1807 року отримав пост лейтенант-протектора індіанців.
Під час революційних подій 1810 року в Боготі було обрано Верховну Народну Хунту Нової Гранади, втім вона контролювала тільки місто; багато місцевих хунт не бажали підкорятись колишній столиці віцекоролівства. Тоді в провінції Кундінамарка, до складу якої входила Богота, зібралась провінційна Конституційна Асамблея. В лютому 1811 року Хорхе Тадео Лосано був обраний президентом Конституційної електоральної колегії, що написала конституцію Вільної Держави Кундінамарка. Відповідно до тієї конституції Кундінамарка визнавала своїм монархом іспанського короля, та відкидала проміжні ланки, такі як віцекороль, президент Кундінамарки одночасно оголошувався віцекоролем (Фернандо VII відмовився визнавати таку вимогу). В квітні 1811 року Хорхе Тадео Лосано став першим президентом Кундінамарки.
Одразу ж після обрання Лосано президентом проти нього розгорнув кампанію Антоніо Наріньйо, який через свою газету «La Bagatela» закликав відправити президента у відставку. У вересні Хорхе Тадео Лосано, не витримавши тиску, вийшов у відставку та пішов з політичної сцени.
Після того, як 1816 року іспанці відвоювали Нову Гранаду, в країні було встановлено режим терору. Хорхе Тадео Лосано був заарештований і 6 липня того ж року страчений у Боготі.